# Marcel Peeper
Marcel Peeper, né le 9 septembre 1965 à Amsterdam, est un joueur de football international néerlandais actif durant les années 1980 et 1990. Il joue au poste de milieu de terrain.

## Carrière en club
Marcel Peeper effectue sa formation dans l'école de jeunes de l'Ajax Amsterdam. En 1985, il est transféré au SBV Haarlem, où il fait ses débuts professionnels en première division. Il gagne petit à petit sa place de titulaire sur la flanc gauche au milieu de terrain, disputant plus de cent matches officiels en quatre saisons avec Haarlem, toutes conclues entre la neuvième et la douzième place finale.
En 1989, il part au FC Twente, un autre club de l'élite néerlandaise. Il est directement intégré au onze de base de l'équipe et ses bonnes prestations lui permettent d'être convoqué en équipe nationale néerlandaise pour disputer une rencontre amicale le 28 mars 1990 face à l'Union soviétique. Titulaire au coup d'envoi, il est victime d'une faute commise par le défenseur Sergueï Gorloukovitch, qui lui brise la jambe après seulement 18 minutes de jeu. Marcel Peeper reste longtemps écarté des terrains, subissant quatre opérations et plusieurs mois de revalidation. Il ne revient à la compétition que durant la saison 1991-1992 mais ne parvient pas à retrouver son niveau d'avant sa blessure. Son club tente de le faire déclarer invalide, notamment pour pouvoir récupérer une indemnité des assurances. En janvier 1993, il est prêté au Sparta Rotterdam jusqu'en fin de saison mais ne s'y impose pas.
Finalement, il est transféré durant l'été 1993 au KSC Lokeren, qui évolue alors en deuxième division belge et ne paie que 225 000 gulden comme indemnité de transfert. Marcel Peeper retrouve du temps de jeu dans la compétition belge et après trois saisons, aide son club à décrocher le titre de champion de Division 2, synonyme de retour parmi l'élite en 1996. Il joue un an en Division 1 puis décide de rentrer aux Pays-Bas durant l'été 1997. Il s'engage au FC Groningue, en première division néerlandaise mais la saison est difficile pour le club, qui termine avant-dernier et est ensuite relégué en deuxième division après les barrages. Tombé en Division 2, le club échoue à la deuxième place en championnat et ne parvient pas à décrocher la promotion via les barrages.
Ayant perdu sa place de titulaire en cours de saison, Marcel Peeper quitte le club et repart pour l'étranger, cette fois en Allemagne, au Wuppertaler SV, qui évolue alors en Oberliga Rhénanie du Nord, le quatrième niveau hiérarchique du football allemand. Il n'y reste qu'une saison et remporte le titre de champion, sans toutefois que le club ne soit promu à cause d'une réorganisation des ligues dans le pays. N'étant plus payé, il décide de quitter le club et met un terme à sa carrière de joueur.

### Statistiques
| Saison                | Club                  | Championnat                    | Championnat | Championnat | Coupe(s) nationale(s) | Coupe(s) nationale(s) | Compétition(s) continentale(s) | Compétition(s) continentale(s) | Compétition(s) continentale(s) | Total | Total |
| Saison                | Club                  | Division                       | M.          | B.          | M.                    | B.                    | Comp.                          | M.                             | B.                             | M.    | B.    |
| 1985-1986             | SBV Haarlem           | Eredivisie                     | 24          | 0           | -                     | -                     | -                              | 0                              | 0                              | 24    | 0     |
| 1986-1987             | SBV Haarlem           | Eredivisie                     | 25          | 1           | -                     | -                     | -                              | 0                              | 0                              | 25    | 1     |
| 1987-1988             | SBV Haarlem           | Eredivisie                     | 32          | 4           | -                     | -                     | -                              | 0                              | 0                              | 32    | 4     |
| 1988-1989             | SBV Haarlem           | Eredivisie                     | 34          | 4           | -                     | -                     | -                              | 0                              | 0                              | 34    | 4     |
| Sous-total            | Sous-total            | Sous-total                     | 115         | 9           | -                     | -                     | -                              | 0                              | 0                              | 115   | 9     |
| 1989-1990             | FC Twente             | Eredivisie                     | 25          | 1           | -                     | -                     | C3                             | 0                              | 0                              | 25    | 1     |
| 1990-1991             | FC Twente             | Eredivisie                     | 0           | 0           | -                     | -                     | C3                             | 0                              | 0                              | 0     | 0     |
| 1991-1992             | FC Twente             | Eredivisie                     | 5           | 0           | -                     | -                     | -                              | 0                              | 0                              | 5     | 0     |
| 1992-1993             | FC Twente             | Eredivisie                     | 6           | 0           | -                     | -                     | -                              | 0                              | 0                              | 6     | 0     |
| Sous-total            | Sous-total            | Sous-total                     | 36          | 1           | -                     | -                     | -                              | 2                              | 0                              | 38    | 1     |
| 1992-1993             | Sparta Rotterdam      | Eredivisie                     | 11          | 0           | -                     | -                     | -                              | 0                              | 0                              | 11    | 0     |
| Sous-total            | Sous-total            | Sous-total                     | 11          | 0           | -                     | -                     | -                              | 0                              | 0                              | 11    | 0     |
| 1993-1994             | KSC Lokeren           | Division 2                     | 34          | 8           | -                     | -                     | -                              | 0                              | 0                              | 34    | 8     |
| 1994-1995             | KSC Lokeren           | Division 2                     | 33          | 6           | -                     | -                     | -                              | 0                              | 0                              | 33    | 6     |
| 1995-1996             | KSC Lokeren           | Division 2                     | 34          | 5           | -                     | -                     | -                              | 0                              | 0                              | 34    | 5     |
| 1996-1997             | KSC Lokeren           | Division 1                     | 31          | 0           | -                     | -                     | -                              | 0                              | 0                              | 31    | 0     |
| Sous-total            | Sous-total            | Sous-total                     | 132         | 19          | -                     | -                     | -                              | 0                              | 0                              | 132   | 19    |
| 1997-1998             | FC Groningue          | Eredivisie                     | 29          | 0           | -                     | -                     | -                              | 0                              | 0                              | 29    | 0     |
| 1998-1999             | FC Groningue          | Eerste divisie                 | 10          | 0           | -                     | -                     | -                              | 0                              | 0                              | 10    | 0     |
| Sous-total            | Sous-total            | Sous-total                     | 39          | 0           | -                     | -                     | -                              | 0                              | 0                              | 39    | 0     |
| 1999-2000             | Wuppertaler SV        | Oberliga Rhénanie du Nord (D4) | 5           | 0           | -                     | -                     | -                              | 0                              | 0                              | 5     | 0     |
| Sous-total            | Sous-total            | Sous-total                     | 5           | 0           | -                     | -                     | -                              | 0                              | 0                              | 5     | 0     |
| Total sur la carrière | Total sur la carrière | Total sur la carrière          | 338         | 29          | -                     | -                     | -                              | 2                              | 0                              | 340   | 29    |

### Palmarès
- 1 fois champion de Belgique de Division 2 en 1996 avec le KSC Lokeren.

## Carrière en équipe nationale
Marcel Peeper est appelé une fois en équipe nationale néerlandaise, le 28 mars 1990 pour une rencontre amicale disputée à Kiev face à l'Union soviétique. Gravement blessé après 18 minutes de jeu, il ne sera plus jamais appelé par la suite.
Le tableau ci-dessous reprend toutes les sélections de Marcel Peeper. Le score des Pays-Bas est toujours indiqué en gras.
| Date       | Compétition  | Adversaire       | Lieu | Score | Remarque |
| ---------- | ------------ | ---------------- | ---- | ----- | -------- |
| 28/03/1990 | Match amical | Union soviétique | Kiev | 2-1   |          |